# Cine Rex
El Cine Rex va ser una sala d'exhibició cinematogràfica ubicada en el número 463 de la Gran Via de les Corts Catalanes de Barcelona. Va obrir les portes el 24 de desembre del 1940 i va tancar de forma definitiva el 29 de juliol del 2010.
El Cine Rex tenia una capacitat inicial de 851 localitats que va passar a reduir-se a les 580 localitats: 354 butaques a platea i 226 butaques a l'amfiteatre.
La sala va obrir en un edifici propi i oferint programes dobles, però de seguida va passar a oferir pel·lícules d'estrena i va ser així fins a l'any 1969, quan va ser adquirit per la cadena Balanà, la qual van dur a la sala a una reforma completa, la qual cosa va fer que passés de tenir 851 localitats a tenir-ne 580. El cinema Rex va ser un local de sala única, podent-lo descriure com a local de disseny del mateix estil que els de la cadena Balañà de l'època. Després de la reforma que s'hi va fer, la sala va deixar de limitar el seu ús com a cinema de cintes comercials, passant així a acollir el festival internacional de cinema documental de Barcelona In-Edit-Beefeater i, anualment, el BAFF (Barcelona Asian Film Festival), de manera conjunta amb els cinemes Aribau Club i el museu CCCB. El Rex funcionava com a sala de cinema comercial en versió doblada però també s'hi projectaven cintes en versió original subtitulada. El Cine Rex era considerat un dels cinemes que apostaven per les grans pel·lícules del cinema clàssic. El seu públic, fidel i cinèfil varen fer del Rex un lloc emblemàtic a Barcelona.
Quan el cinema Rex va abaixar la persiana, només van quedar quatre cines unipantalla a la ciutat comtal: l'Arenas (dedicat a pel·lícules de temàtica homosexual), la sala Maldà, el Club Coliseum i el Cinema Urgell, aquests dos últims també propietat del Grup Balañà. Durant aquests darrers anys, però, algunes d'aquestes sales també van acabar tancant (actualment, l'únic que continua obert és el Maldà).Barcelona ha perdut en poc més d'una dècada fins a 25 sales de cinema unipantalla. Segons el Gremi d'Empresaris de Cine de Catalunya, això és degut al fet que és insostenible com a negoci, no es pot mantenir una sala d'una sola pantalla, per tant, s'ha optat cada vegada més a oferir productes con les multisales dels centres comercials.
El Cine Rex va tancar les portes amb el passi de la pel·lícula Le concert, del director francés Radu Mihaileanu, convocant un escàs nombre de persones comparat amb temps enrere, quan s'omplien les 580 localitats.